# Deltoplastis cognata
Deltoplastis cognata là một loài bướm đêm thuộc họ Lecithoceridae. Loài này được Chun-Sheng Wu và Kyu-Tek Park mô tả năm 1998. Loài này được tìm thấy ở Sri Lanka.

## Từ nguyên
Tên loài bắt nguồn từ từ ngữ tiếng Latinh cognatus (có nghĩa là có liên quan).